# Physocephala chekiangensis
Physocephala chekiangensis är en tvåvingeart som beskrevs av Ouchi 1939. Physocephala chekiangensis ingår i släktet Physocephala och familjen stekelflugor. Inga underarter finns listade i Catalogue of Life.